# Полуостров Гамова
Полуо́стров Га́мова — полуостров, географически расположенный на юго-западном побережье Приморского края России, в Хасанском районе. Полуостров назван в память об исследователе побережья Приморской области, офицере генерального штаба Дмитрии Ивановиче Гамове.

## География
Полуостров Гамова находится на западном побережье залива Петра Великого и разделяет бухты Витязь и Алексеева с запада и бухты Астафьева и Теляковского. В восточной части полуострова находится бухта Спасения. На полуострове находится мыс Гамова (самая южная точка полуострова), на котором расположен маяк Гамов. Также на полуострове находится мысы Бабкина и Шульца (западнее мыса Гамова) и мысы Теляковского и Астафьева (восточнее мыса Гамова). На полуострове много небольших ручьёв.
Рельеф полуострова преимущественно горный. Высочайшей точкой полуострова является гора Туманная (506 м). Берег крутой, обрывистый, скалистый. В море близ полуострова встречаются подводные и надводные камни.
К полуострову подходят морские изобаты с отметками до 60 м. На южном побережье в 500 м от берега расположен остров Алексеева, на восточном в 500 м от берега располагаются острова Астафьева и остров Максимова.
На полуострове располагаются населённые пункты Витязь и Маяк Гамов.
Восточная акватория полуострова, включающая бухты Горшкова, Среднюю, Нерпичью, Астафьева, Спасения, Тёплую, частично бухту Теляковского, а также 500 метровая буферная береговая зона входят в состав Восточного участка Дальневосточного государственного морского заповедника. В 2019 году за счёт территории полуострова был расширен национальный парк «Земля леопарда».

## История
Мыс Гамова был открыт в 1854 году экипажем фрегата «Паллада» и назван в честь гардемарина Д. И. Гамова. Подробно описан в 1862 году экспедицией В. М. Бабкина. В 1897 году у полуострова разбился пароход «Владимир», останки которого нашли только в 1996 году. А в 1982 году у берегов разбилось военное исследовательское судно «Кварц».
Полуостров рассматривался в качестве площадки строительства Государственной резиденции, был подготовлен акт отвода земель в окрестностях бухт Средняя, Нерпичья и Астафьева, выполнены проектные работы, проведены изыскания, однако этот план не был осуществлён. В управлении делами президента решили перенести Государственную дальневосточную резиденцию в бухту Боярин острова Русский, в которой находится резиденция губернатора Приморского края.

## Климат
Климат умеренный муссонный. Метеостанция находится в наиболее мористой части полуострова, где расположен Маяк Гамова.
| Показатель              | Янв. | Фев. | Март | Апр. | Май | Июнь | Июль | Авг. | Сен. | Окт. | Нояб. | Дек. | Год |
| ----------------------- | ---- | ---- | ---- | ---- | --- | ---- | ---- | ---- | ---- | ---- | ----- | ---- | --- |
| Средняя температура, °C | −8,6 | −5,6 | −0,2 | 5,5  | 9,7 | 13,4 | 17,8 | 20,5 | 17,4 | 10,8 | 1,4   | −5,5 | 6,4 |
| Норма осадков, мм       | 11   | 12   | 14   | 49   | 73  | 97   | 160  | 117  | 78   | 44   | 27    | 12   | 694 |
| Источник: .             |      |      |      |      |     |      |      |      |      |      |       |      |     |

## Достопримечательности
Одним из популярных мест в бухте Теляковского является остров Томящегося Сердца, расположенный в непосредственной близости от полуострова Гамова. На обращённой к морю части острова находится несколько каменных ванн, наполненных морской и дождевой водой. В одной из таких находится округлый камень, по форме напоминающий сердце. Если толкнуть его, то он начнёт покачиваться в воде, издавая звуки напоминающие удары сердца.
На полуострове действует самый южный навигационный маяк, приписанный к Тихоокеанскому морскому флоту — «маяк Гамова».

## Галерея

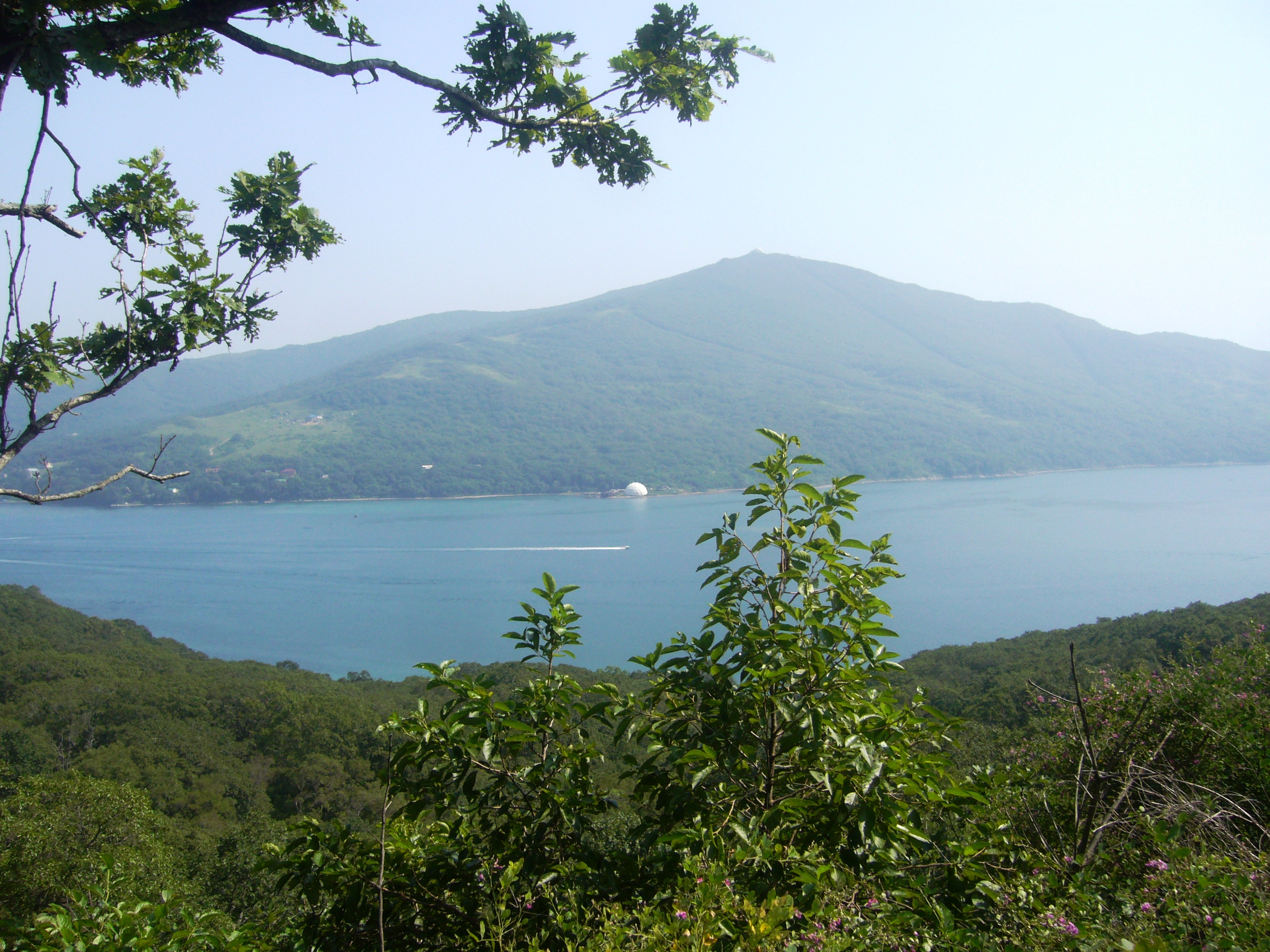
Гора Туманная
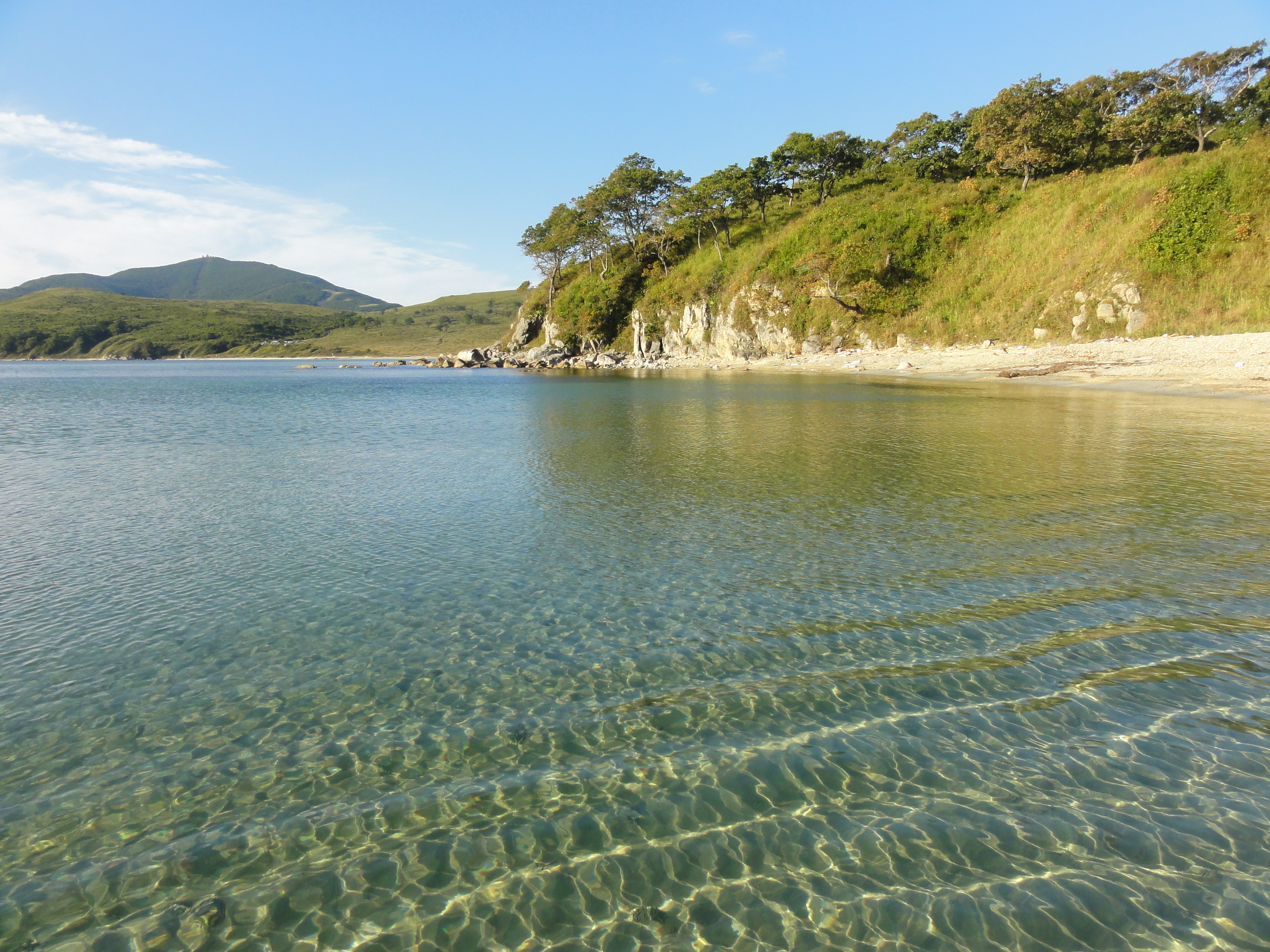
Бухта Астафьева
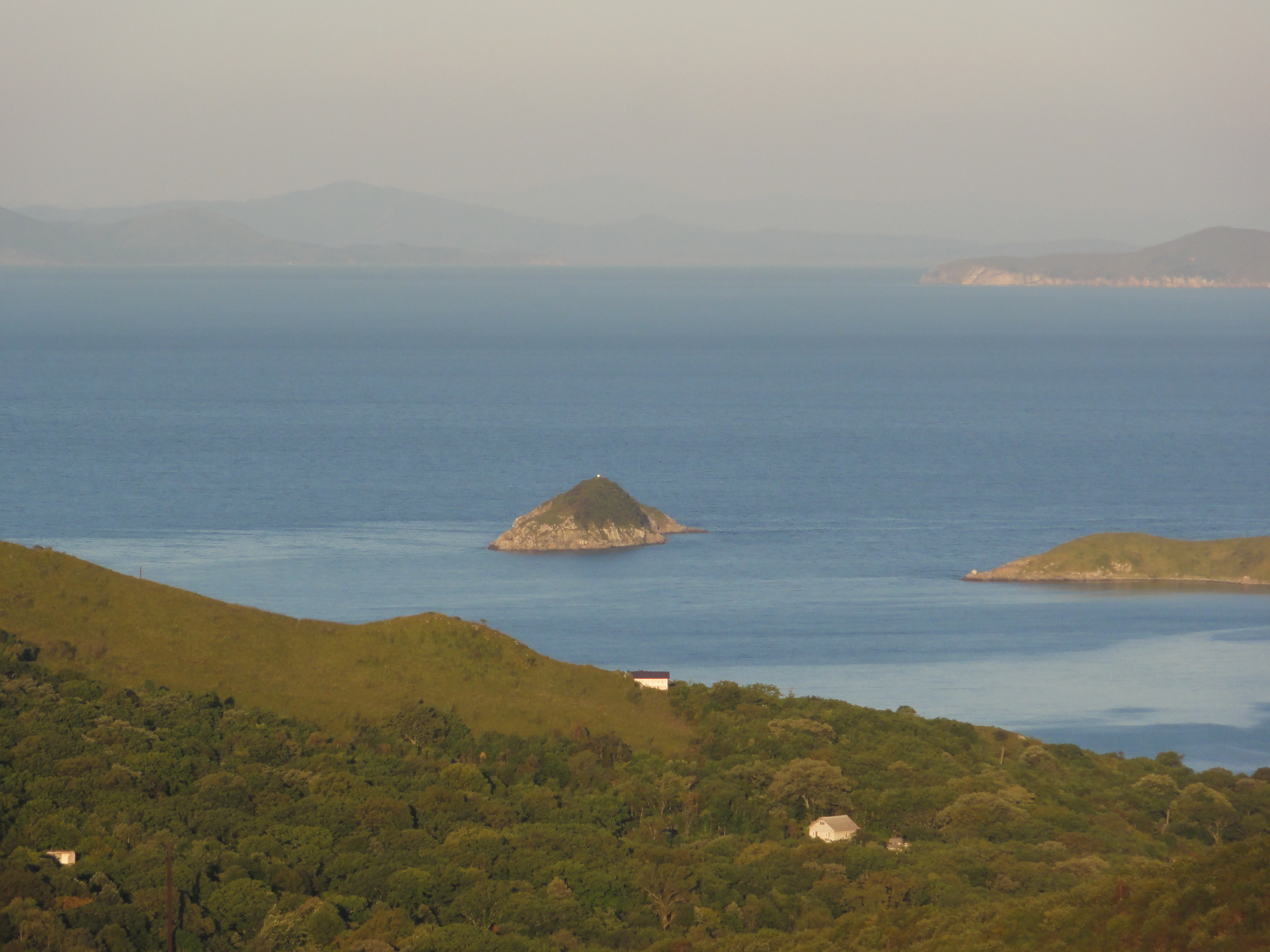
Бухта Витязь и острова Таранцева в заливе Посьета
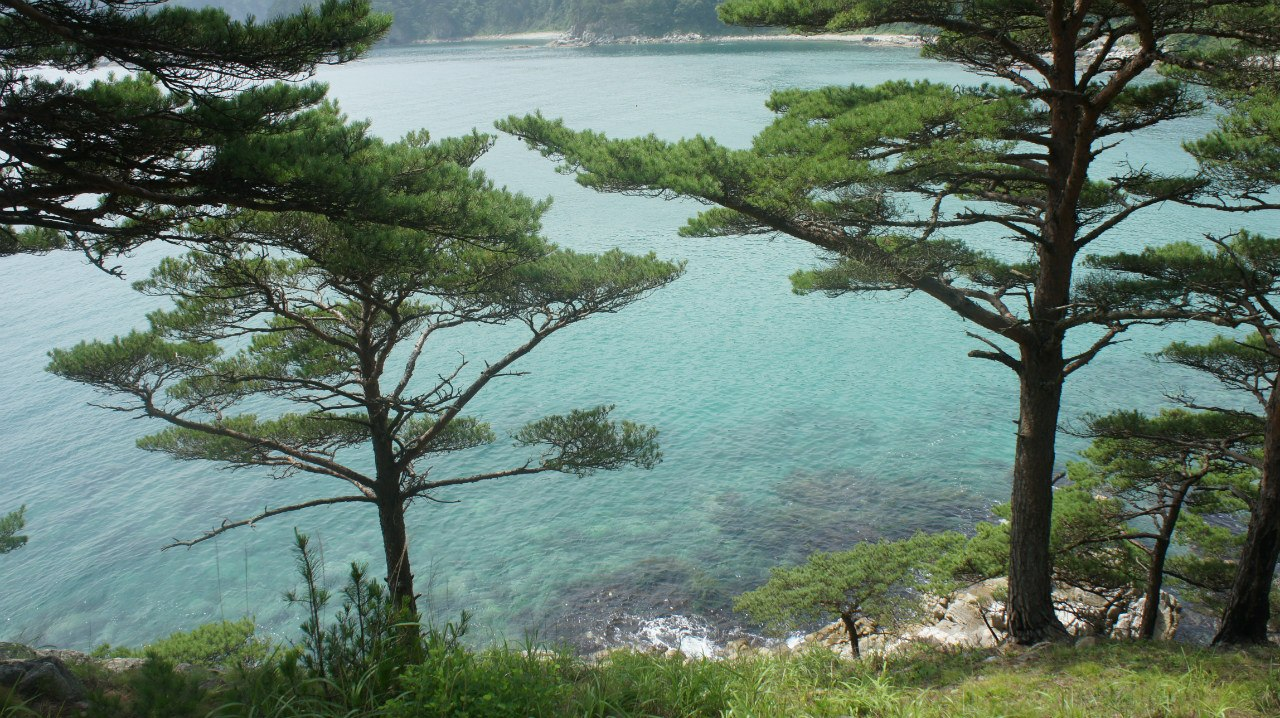
Краснокнижные могильные сосны в Дальневосточном морском заповеднике
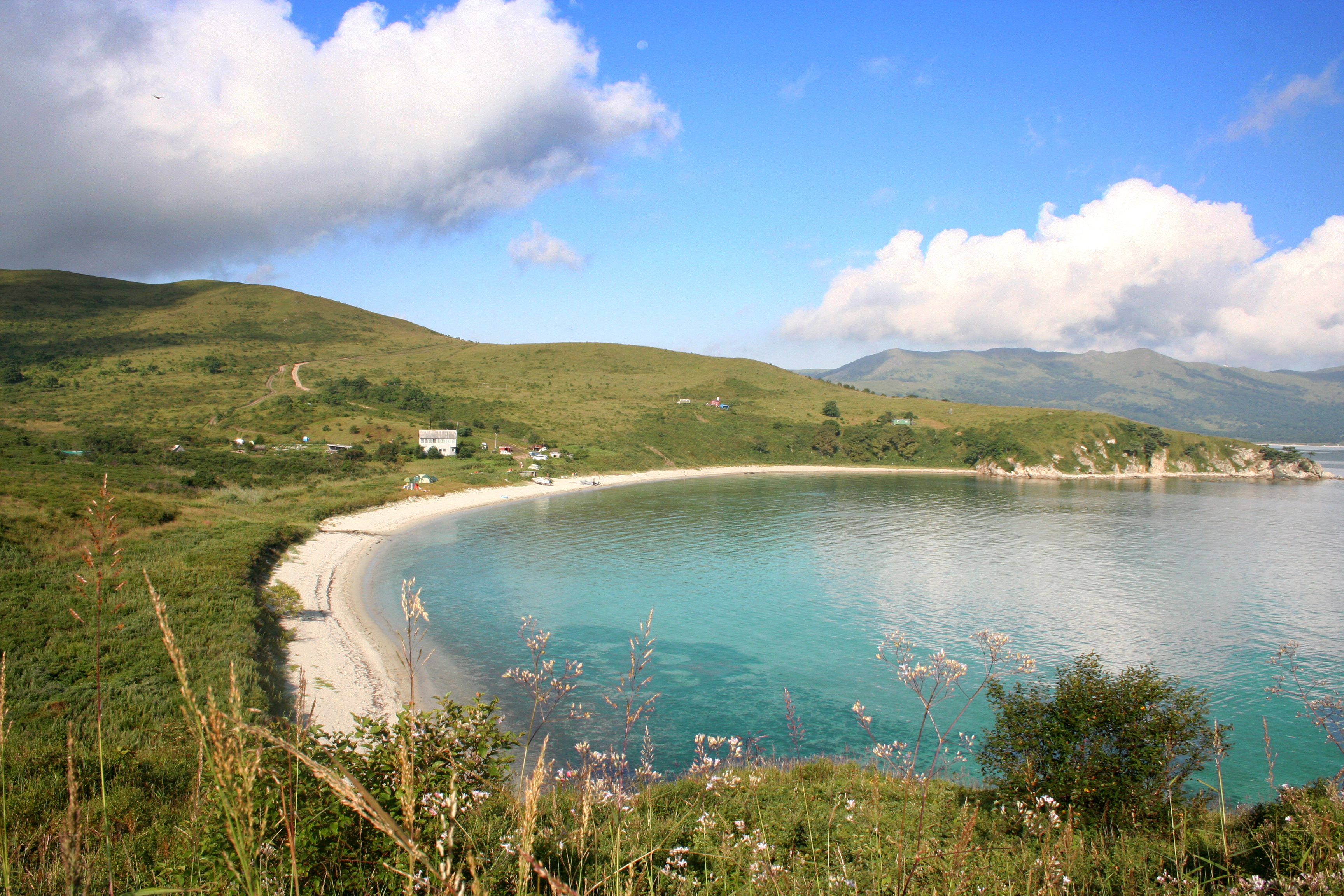
Бухта Спасения